# Dead Bang
Dead Bang (no Brasil: Na Trilha dos Assassinos, em Portugal: Morto a Tiro) é um filme de ação de 1989 estrelado por Don Johnson e Tim Reid e dirigido por John Frankenheimer.

## Sinopse
Jerry Beck (Don Johnson) é um polícia alcoólico toma decisão para fazer raiva e dê o seu golpe para caçar o assassino. Ele tem de investigar estes líderes para contratar a supremacia branca. Na audiência dos racistas, Beck tem de contender sem ajuda do agente do FBI. Jerry Beck tem de compreender que Linda Kimble (Penelope Ann Miller) e Arthur Kressler (William Forsythe) que ninguém estará salvo. Ele e o seu companheiro John Burns (Tate Donovan) tem de fazer um ajuste de contas sem escrúpulos.